# Copa de Oro Nicolás Leoz 1996
La Copa de Oro Nicolás Leoz 1996 fue la tercera y última edición del torneo organizado por la Confederación Sudamericana de Fútbol. Los calificados para jugarla fueron los equipos que se habían consagrado campeones en las últimas ediciones de las cuatro competiciones más importantes de Conmebol: Independiente y Rosario Central, de Argentina; y Grêmio y São Paulo, de Brasil. Posteriormente, Independiente, que había ganado la Supercopa Sudamericana 1995, rechazó disputar la competencia, por lo que acabó siendo reemplazado por Flamengo de Brasil, subcampeón de aquel certamen. La Copa de Oro se desarrolló entre los días 13 y 16 de agosto de 1996, y todos los partidos se jugaron en la ciudad brasileña de Manaus, siendo la única vez en la que el torneo se llevó a cabo en una sede fija.
Flamengo se coronó campeón al superar en la final a su compatriota São Paulo, con un marcador de 3-1.

## Formato y equipos participantes
El torneo se desarrolló bajo un sistema simple de eliminación directa. Todos los encuentros se jugaron en el Estadio Vivaldo Lima, de la ciudad de Manaus. Tanto las semifinales como la final se disputaron a un solo partido, que de finalizar empatado, definiría a su ganador por intermedio de los tiros desde el punto penal.
Los cuatro equipos que participaron fueron:
| País                     | Equipo                    | Competición ganada |
| ------------------------ | ------------------------- | --- |
| Argentina 1 participante | Rosario Central           | Campeón de la Copa Conmebol 1995                                                                                             |
| Brasil 3 participantes   | Flamengo Grêmio São Paulo | Subcampeón de la Supercopa Sudamericana 1995 Campeón de la Copa Libertadores 1995 Campeón de la Copa Máster de Conmebol 1996 |

## Resultados

### Cuadro de desarrollo
|  | Semifinales           | Semifinales |                       |   | Final | Final |
|  |                       |             |                       |   |       |       |
|  | 13 de agosto – Manaus |             |                       |   |       |       |
|  |                       |             |                       |   |       |       |
|  | Flamengo              | 2           |                       |   |       |       |
|  | Flamengo              | 2           | 16 de agosto – Manaus |   |       |       |
|  | Rosario Central       | 1           |                       |   |       |       |
|  | Rosario Central       | 1           | Flamengo              | 3 |       |       |
|  | 14 de agosto – Manaus |             | Flamengo              | 3 |       |       |
|  |                       | São Paulo   | 1                     |   |       |       |
|  | São Paulo             | São Paulo   | 1                     | 2 |       |       |
|  | São Paulo             |             |                       | 2 |       |       |
|  | Grêmio                | 1           |                       |   |       |       |
|  | Grêmio                | 1           |                       |   |       |       |

### Semifinales
| 13 de agosto de 1996 | Flamengo             | 2:1 (1:1) | Rosario Central    | Estadio Vivaldo Lima, Manaus  |                               |
|                      | Fábio Baiano 7', 63' |           | Bustos Montoya 10' | Árbitro(s): Epifanio González | Árbitro(s): Epifanio González |

| 14 de agosto de 1996 | São Paulo                | 2:1 (0:0) | Grêmio      | Estadio Vivaldo Lima, Manaus |                           |
|                      | Adriano 52' · Müller 59' |           | Émerson 63' | Árbitro(s): Ubaldo Aquino    | Árbitro(s): Ubaldo Aquino |

### Final
| 16 de agosto de 1996 | Flamengo                   | 3:1 (1:1) | São Paulo       | Estadio Vivaldo Lima, Manaus  |                               |
|                      | Sávio 16' (pen.), 57', 82' |           | Aristizábal 36' | Árbitro(s): Epifanio González | Árbitro(s): Epifanio González |

| 1          | POR        | Roger             |       |
| 2          | DEF        | Paulo César       |       |
| 3          | DEF        | Fabiano           |       |
| 4          | DEF        | Ronaldão          |       |
| 6          | DEF        | Gilberto          |       |
| 7          | MED        | Márcio Costa      |       |
| 5          | MED        | Alejandro Mancuso |       |
| 11         | MED        | Fábio Baiano      | Salió |
| 9          | MED        | Nélio             | Salió |
| 8          | DEL        | Marques           |       |
| 10         | DEL        | Sávio             |       |
| Entrenador | Entrenador | Joel Santana      |       |

| 1          | POR        | Rogério Ceni            |       |
| 2          | DEF        | Luisinho Netto          |       |
| 3          | DEF        | Pedro Luíz              |       |
| 4          | DEF        | Marcelo Bordon          |       |
| 6          | DEF        | Guilherme               |       |
| 8          | MED        | Edmílson                |       |
| 5          | MED        | Juliano Belletti        | Salió |
| 10         | MED        | Sandoval                | Salió |
| 11         | MED        | André Luiz              |       |
| 7          | DEL        | Víctor Hugo Aristizábal |       |
| 9          | DEL        | Valdir Bigode           | Salió |
| Entrenador | Entrenador | Carlos Alberto Parreira |       |

|  | MED | Iranildo | Entró |
|  | MED | Adilson  | Entró |

|  | DEL | Fábio Mello | Entró |
|  | MED | Adriano     | Entró |
|  | DEL | França      | Entró |

| Anotado · Penal | 16' | Sávio | 1:0 |
| Anotado         | 57' | Sávio | 2:1 |
| Anotado         | 82' | Sávio | 3:1 |

| Anotado | 36' | Víctor Hugo Aristizábal | 1:1 |

|  |  |  |

| Expulsado | 60' | Guilherme |

| Árbitro | Epifanio González |

| 1          | POR        | Roger             |       |
| 2          | DEF        | Paulo César       |       |
| 3          | DEF        | Fabiano           |       |
| 4          | DEF        | Ronaldão          |       |
| 6          | DEF        | Gilberto          |       |
| 7          | MED        | Márcio Costa      |       |
| 5          | MED        | Alejandro Mancuso |       |
| 11         | MED        | Fábio Baiano      | Salió |
| 9          | MED        | Nélio             | Salió |
| 8          | DEL        | Marques           |       |
| 10         | DEL        | Sávio             |       |
| Entrenador | Entrenador | Joel Santana      |       |

| 1          | POR        | Rogério Ceni            |       |
| 2          | DEF        | Luisinho Netto          |       |
| 3          | DEF        | Pedro Luíz              |       |
| 4          | DEF        | Marcelo Bordon          |       |
| 6          | DEF        | Guilherme               |       |
| 8          | MED        | Edmílson                |       |
| 5          | MED        | Juliano Belletti        | Salió |
| 10         | MED        | Sandoval                | Salió |
| 11         | MED        | André Luiz              |       |
| 7          | DEL        | Víctor Hugo Aristizábal |       |
| 9          | DEL        | Valdir Bigode           | Salió |
| Entrenador | Entrenador | Carlos Alberto Parreira |       |

|  | MED | Iranildo | Entró |
|  | MED | Adilson  | Entró |

|  | DEL | Fábio Mello | Entró |
|  | MED | Adriano     | Entró |
|  | DEL | França      | Entró |

| Anotado · Penal | 16' | Sávio | 1:0 |
| Anotado         | 57' | Sávio | 2:1 |
| Anotado         | 82' | Sávio | 3:1 |

| Anotado | 36' | Víctor Hugo Aristizábal | 1:1 |

|  |  |  |

| Expulsado | 60' | Guilherme |

| Árbitro | Epifanio González |

|                              |
|                              |
| Campeón Flamengo 1.er título |

## Estadísticas

### Goleadores
| Jugador                 | Club            | Goles |
| ----------------------- | --------------- | ----- |
| Sávio                   | Flamengo        | 3     |
| Fábio Baiano            | Flamengo        | 2     |
| Adriano                 | São Paulo       | 1     |
| Víctor Hugo Aristizábal | São Paulo       | 1     |
| Eduardo Bustos Montoya  | Rosario Central | 1     |
| Émerson                 | Grêmio          | 1     |
| Müller                  | São Paulo       | 1     |